# Quinn Martin
 (juin 2016).
Si vous disposez d'ouvrages ou d'articles de référence ou si vous connaissez des sites web de qualité traitant du thème abordé ici, merci de compléter l'article en donnant les références utiles à sa vérifiabilité et en les liant à la section « Notes et références ».
Quinn Martin est un producteur de télévision américain né le 22 mai 1922 à New York, État de New York et mort le 5 septembre 1987 à Rancho Santa Fe, Californie. Il s'est particulièrement illustré pour la télévision dans les années 1960, produisant des séries telles que Les Incorruptibles, Le Fugitif, Les Envahisseurs, Dan August, Cannon, Sur la piste du crime, Les Rues de San Francisco pour ne citer que les séries les plus connues.

## Biographie
Né Irwin Martin Cohn, de confession juive, il est le second fils de Martin G. Cohn, producteur et monteur de films au studio MGM et de Anna Messing Cohn. Il est élevé à partir de l'âge de quatre ans à Los Angeles. Il y fera sa scolarité et finira diplômé du lycée Fairfax High School. Enrôlé dans les transmissions au Fort Mac Arthur de San Pedro à partir du 10 septembre 1940, il servira dans l'armée pendant cinq ans durant la seconde guerre mondiale. Il finira au rang de sergent.
Revenu à la vie civile, il poursuit ses études d'anglais à Berkeley mais n'en sortira pas diplômé. Il commence sa carrière à la télévision en travaillant comme monteur de films à la MGM sur recommandation de son père. Il travaille aussi comme directeur de post-production pour diverses compagnies dont les studios Universal. 
Au milieu des années 1950, il devient producteur exécutif pour Desilu Productions. Il y rencontre sa première épouse, la scénariste Madelyn Pugh Davis qui travaille alors pour la série I Love Lucy. 
En 1959, il produit un épisode en deux parties pour la série Westinghouse Desilu Playhouse (en) qui deviendra par la suite le pilote de la série Les Incorruptibles.
En 1960, il crée sa propre compagnie, QM Productions, qui produit un grand nombre de séries populaires cultes durant deux décennies. 
En 1978, il la revend pour devenir professeur adjoint au Earl Warren College où il supervise une chair de théâtre. Il crée aussi une section en arts et communications pour l'Université de Santa Clara.
En 1979, le groupe acquéreur de QM Productions revend celle-ci à Taft Broadcasting (en) qui est, la même année, réintroduite auprès de Taft Entertainment Television. Bien que le logo officiel QM apparaisse à l'écran, Martin ne fait plus partie des décideurs. Ce dernier ayant déménagé à Rancho Santa Fe. Il continue tout de même à travailler dans le monde du théâtre en dehors de son travail de professeur en cumulant les fonctions de directeur de La Jolla Playhouse (en) et aussi membre du conseil d'administration de la fête foraine de Del Mar mais aussi en tant que consultant et producteur indépendant via sa nouvelle compagnie QM Communications de développer des projets pour les studios Warner.
Le 5 septembre 1987, il décède d'une crise cardiaque à son domicile, à Rancho Santa Fe.

## Filmographie

### Séries télévisées
- 1959-1963 : Les Incorruptibles
- 1961-1962 : Le Gant de velours
- 1963-1967 : Le Fugitif
- 1964-1967 : Twelve O'Clock High
- 1965-1974 : Sur la piste du crime
- 1967-1968 : Les Envahisseurs
- 1970-1971 : Dan August
- 1971-1972 : Banyon
- 1971-1976 : Cannon
- 1972-1977 : Les Rues de San Francisco
- 1973-1978 : Barnaby Jones
- 1974-1975 : Le Justicier
- 1975 : Caribe
- 1976 : Bert D'Angelo
- 1976-1977 : Section contre enquête
- 1977 : Voyage dans l'inconnu
- 1978-1979 : The Runaways (en)
- 1979-1980 : Sloane, agent spécial

### Téléfilms
- 1959 : Le Tueur de Chicago (Pilote des Incorruptibles)
- 1960 : The Gun of Zangara
- 1961 : The Sky Fighters
- 1965 : Will Banner
- 1970 : House on Greenapple Road (Pilote de Dan August)
- 1971 : Cannon (Pilote de la série éponyme)
- 1971 : Incident in San Francisco
- 1971 : Travis Logan, DA
- 1971 : The Face of Fear
- 1973 : Intertect
- 1974 : Manhunter (pilote du Justicier)
- 1974 : Murder or Mercy
- 1974 : The FBI Story : The FBI versus Alvin Karpis, Public Enemy Number One
- 1974 : Panic on the 5:22
- 1975 : L'Enquête de Monseigneur Logan
- 1975 : Attack on Terror : The FBI vs. the Ku Klux Klan
- 1975 : Echec à l'organisation
- 1975 : A Home of Our Own
- 1976 : Opération Brinks
- 1976 : Law of the Land
- 1976 : The Specialists
- 1977 : La Ville
- 1977 : Voyage dans l'inconnu : Les Forces du diable (pilote de la série éponyme)
- 1977 : Code Name : Diamond Head
- 1977 : The Hunted Lady
- 1978 : Standing Tall
- 1979 : Le Maître de l'eau (Pilote de Sloane, agent spécial)
- 1980 : Le Cauchemar aux yeux verts
- 1980 : Le Retour de Frank Cannon

### Cinéma
- 1971 : Satan, mon amour